# Sertularella catena
Sertularella catena är en nässeldjursart som först beskrevs av George James Allman 1888.  Sertularella catena ingår i släktet Sertularella och familjen Sertulariidae. Inga underarter finns listade i Catalogue of Life.